# Împăratul Momozono
Împăratul Momozono (japoneză 桃園天皇; 14 aprilie 1741 - 31 august 1762) a fost al 116-lea împărat al Japoniei,   potrivit ordinii tradiționale de succesiune.
Domnia lui Momazono s-a întins din 1747 până la moartea sa în 1762.